# Santiago K
Santiago K o simplemente Santiago es una población que se encuentra ubicada en la Provincia Nor Lípez del departamento de Potosí en el estado andino sudamericano de Bolivia.

## Ubicación en el área inmediata
Santiago K es la población central del cantón de Santiago en el distrito de Colcha "K" en la provincia Nor Lípez . El pueblo está a una altitud de 3719  m.s.n.d.m (metros sobre el nivel del mar) en el extremo sur del lago de sal Salar de Uyuni, las poblaciones más cercanas son Mañica y Santiago de Chuvica .

## Geografía
Santiago K está ubicado en el Altiplano boliviano entre la Cordillera Occidental en el oeste y la Cordillera de Lípez en el sureste. El clima de la región es un clima pronunciado durante el día, en el que las diferencias de temperatura entre el día y la noche fluctúan más claramente que los valores promedio entre el verano y el invierno. 
Las precipitaciones notables ocurren solo en los meses de enero a marzo (ver la tabla climática Colcha "K"), los nueve meses restantes del año son áridos, la precipitación total de la región no alcanza los 100 mm al año. La temperatura media anual es de menos de 7 °C, los valores mensuales varían solo insignificantemente entre 2 °C en junio / julio y 9 °C de noviembre a marzo, aunque los ciclos nocturnos de congelación son posibles durante todo el año. 

## Red de tráfico
Santiago K se encuentra a una distancia de 366 kilómetros de carreteras al suroeste de Potosí, la capital del departamento del mismo nombre. 
Desde Potosí, la carretera pavimentada Ruta 5 conduce al sudoeste por 198 kilómetros hasta Uyuni, desde allí se va hacia el suroeste y llega después de 61 kilómetros al puente Río Grande de Lípez . Detrás del puente, la Ruta 5 se dirige en dirección noroeste y se llega después de 36 kilómetros al pueblo Río Grande en la línea de ferrocarril desde Uyuni a Avaroa en la frontera chilena y luego a Antofagasta . El camino sigue la línea del ferrocarril en dirección suroeste y llega a través de la población de Julaca, después de otros 57 kilómetros se llega a la población de  San Juan de Rosario, desde donde el camino continúa hacia el norte a través de Santiago K hasta Colcha "K" . 

## Población
La población del lugar ha estado disminuyendo un poco en las últimas dos décadas: 
| año  | población | fuente |
| ---- | --------- | ------ |
| 1992 | 310       | Censo  |
| 2001 | 365       | Censo  |
| 2012 | 270       | Censo  |

Debido a la distribución histórica de la población, la región tiene una alta proporción de población quechua, en el municipio de Colcha "K" el 90% de la población habla el idioma quechua ( 2001 ).

## Deportes
En la población de Santiago K se practican diferentes deportes, destacándose el fútbol. La población cuenta con un club de fútbol llamado Dinamo, club que representa a la población en diferentes campeonatos de la Provincia Nor Lípez.

## Religión
En la población de Santiago K, la gran mayoría pertenece a la religión católica, la cual contiene un sincretismo religioso debido a la adoración a la Pachamama y la realización de rituales indígenas del Altiplano boliviano. Además, la población cuenta con un templo católico.

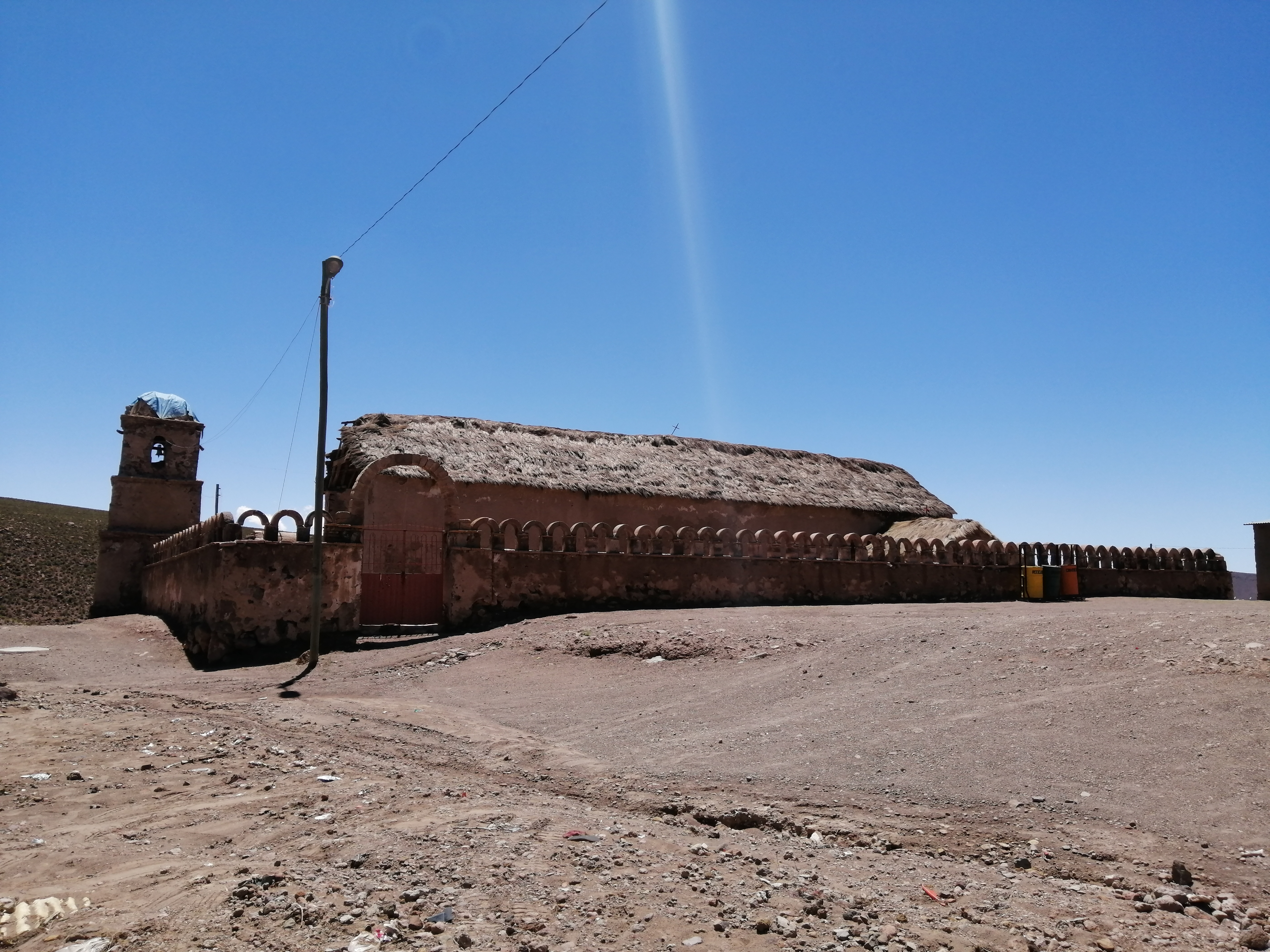
Templo católico de la población.

A pesar de no existir alguna iglesia evangélica en la población, existe un pequeño porcentaje de evangélicos en Santiago K.
En menor porcentaje (casi nadie), existen personas que son testigos de Jehová, mormones, ateos, entre otros.

## Enlaces web
- Mapa en relieve de la región de Cerro Paruma 1: 250,000 (PDF, 10,44 MB)
- Municipio Colcha "K" - mapa detallado y datos de población (PDF, 2.99 MB) ( español )
- Municipio Colcha "K" - Mapas generales No. 50901
- Departamento de Potosí - Datos sociales de los municipios (PDF 5,36 MB) (Español)

- Datos: Q2223460
- Multimedia: Santiago K / Q2223460